# Garde Républicaine

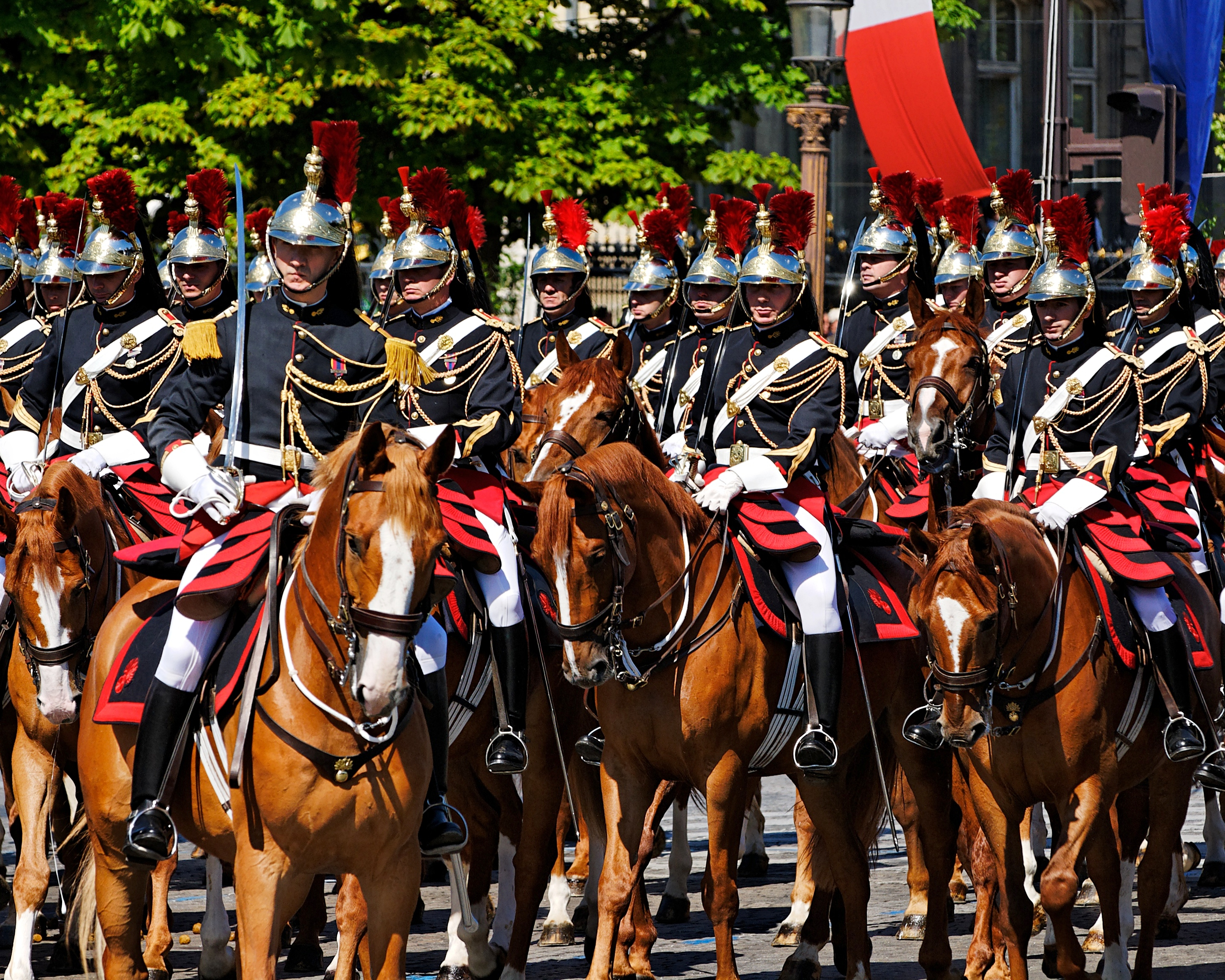
Jezdecký pluk na vojenské přehlídce při oslavách pádu Bastily (2008)

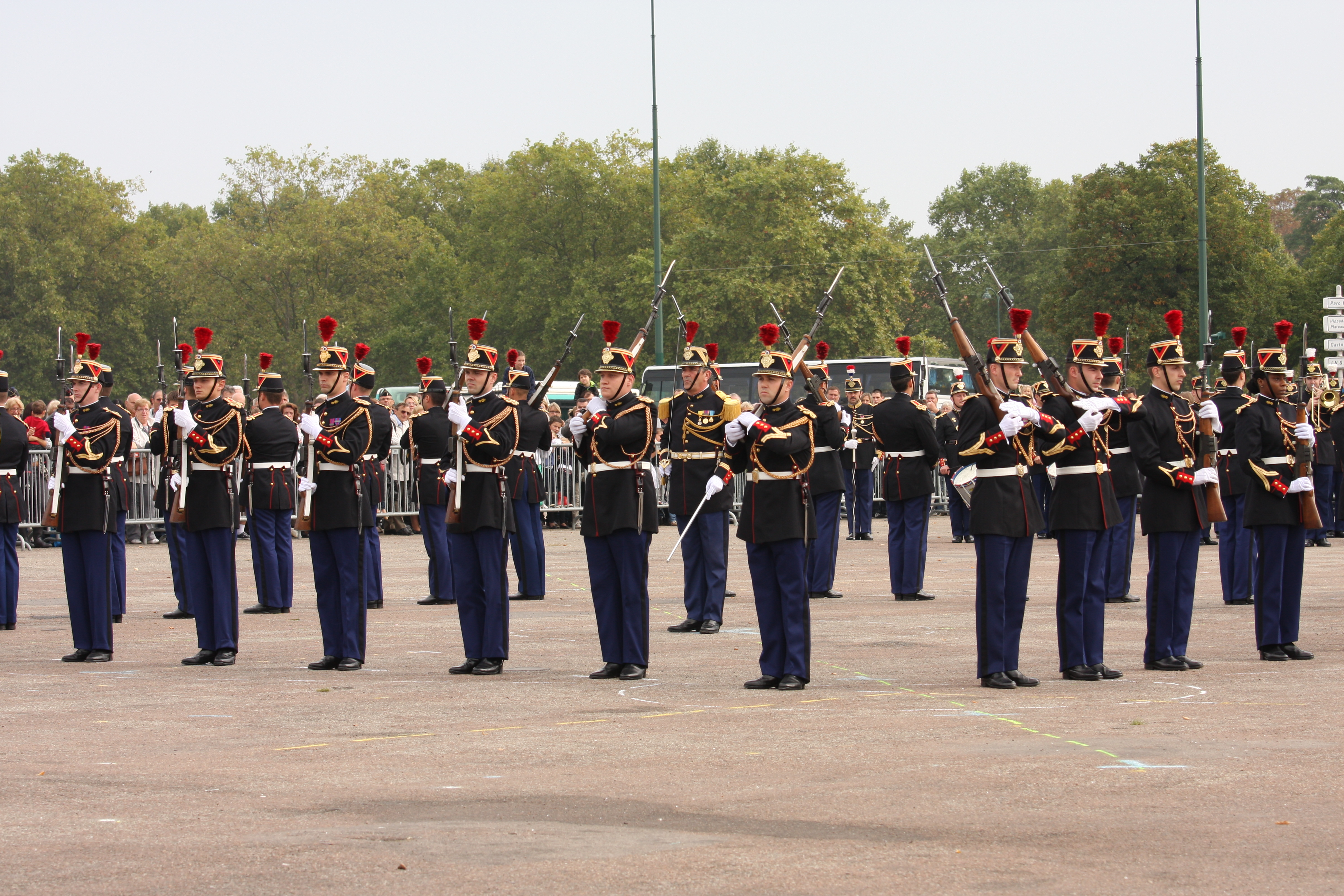

Garde Républicaine (česky Republikánská garda) je francouzská policejní jednotka národního četnictva (gendarmerie nationale) se sídlem v Paříži. Tvoří ji dva pluky pěchoty, jeden pluk jezdectva a vojenský orchestr a celkové síle 3 200 mužů. K jejím činnostem patří ochrana francouzského prezidenta a reprezentativní a protokolární úkoly.

## Historie
Republikánská garda byla založena 5. května 1848, den po vyhlášení Druhé republiky nově zvoleným Národním shromážděním. Nahrazovala rozpuštěnou Garde Municipale de Paris, která existovala od roku 1802.
Garda se skládala ze dvou pluků se 118 důstojníky, 2200 pěšími vojáky a 600 jezdci. Financována byla napůl městem Paříží a napůl francouzským státem. Jejími úkoly bylo zajišťovat bezpečnost v Paříži. Během Druhého císařství (1852-1870) se nazývala Garde de Paris a v období Třetí republiky do roku 1940 se nazývala Garde Républicaine de Paris.
Během Prusko-francouzské války 1870/1871 a za Pařížské komuny 1871 utrpěla garda ztráty v bojích. Za druhé světové války byla část gardy převelena do Vichy na ochranu představitelů Vichistického režimu, druhá část zůstala v Paříži. V roce 1978 prezident Valéry Giscard d'Estaing udělil gardě její současný název a předal jí úkoly národní policie.

## Členění

### 1. pěší pluk
1er Régiment d'infanterie má 830 mužů. Skládá se ze tří čestných rot s celkovým počtem 400 osob, jedné roty o 240 mužích k ochraně francouzského prezidenta, fanfárové jednotky a jedné speciální jednotky. Dále k ní náleží mj. motocyklová jednotka, která slouží při Tour de France a účastní se kaskadérských představení. Členové stráží Elysejský palác v ulici Rue du Faubourg-Saint-Honoré.

### 2. pěší pluk
2e Régiment d'infanterie má 1350 mužů. Dvě roty ochraňují ministerstva a čtyři roty obě komory Francouzského parlamentu. Čestná rota má stálou službu v parlamentu, při zvláštních příležitostech mohou být roty pluku přiděleny i na velké veřejné akce jako zasedání Francouzské akademie nebo při Filmovém festivalu v Cannes. Dále existuje oddělení k ochraně významných hostů francouzského státu.

### Jezdecký pluk
Régiment de cavalerie má 560 vojáků a 500 koní. K jeho úkolům patří doprovod francouzského prezidenta a čestná stráž u státních návštěv. Pluk se rovněž účastní historických vojenských přehlídek.

### Orchestre de la garde républicaine
Orchestr se skládá ze dvou těles s 80 a 40 hudebníky.